# クリス・フック
クリストファー・ウェイン・フック（Christopher Wayne Hook, 1968年8月4日 - ）は、アメリカ合衆国カリフォルニア州サンディエゴ出身の元プロ野球選手（投手）。右投右打。現在は、MLBのミルウォーキー・ブルワーズの投手コーチを務める。

## 経歴

### 現役時代
1989年6月にアマチュア・フリーエージェントでシンシナティ・レッズと契約してプロ入り。
サンフランシスコ・ジャイアンツへ移籍後の1995年4月30日にメジャーデビュー。この年はメジャーで45試合に登板した。メジャーでの登板は翌1996年までであり、その後は独立リーグ2チーム（リーハイバレー・ブラックダイヤモンズとサマセット・ペイトリオッツ）でプレーした1999年が現役最後のシーズンとなった。

### 引退後
引退後は2004年からの4年間は独立リーグであるフローレンス・フリーダムで投手コーチを務めた。
2008年からはミルウォーキー・ブルワーズ傘下へ移り、AA級ハンツビル・スターズ→ビロクシ・シャッカーズ（2009年から2011年途中、2013年から2017年）とA級ウィスコンシン・ティンバーラトラーズ（2011年途中から2012年）で投手コーチ、ブルワーズのマイナー巡回投手コーディネイター（2018年）を歴任した。2019年からはブルワーズの投手コーチを務める。

## 詳細情報

### 年度別投手成績
| 年 度   | 球 団   | 登 板 | 先 発 | 完 投 | 完 封 | 無 四 球 | 勝 利 | 敗 戦 | セ 丨 ブ | ホ 丨 ル ド | 勝 率 | 打 者 | 投 球 回 | 被 安 打 | 被 本 塁 打 | 与 四 球 | 敬 遠 | 与 死 球 | 奪 三 振 | 暴 投 | ボ 丨 ク | 失 点 | 自 責 点 | 防 御 率 | W H I P |
| ------- | ------- | ----- | ----- | ----- | ----- | -------- | ----- | ----- | -------- | ----------- | ----- | ----- | -------- | -------- | ----------- | -------- | ----- | -------- | -------- | ----- | -------- | ----- | -------- | -------- | ------- |
| 1995    | SF      | 45    | 0     | 0     | 0     | 0        | 5     | 1     | 0        | 0           | .833  | 239   | 52.1     | 55       | 7           | 29       | 3     | 3        | 40       | 2     | 0        | 33    | 32       | 5.50     | 1.60    |
| 1996    | SF      | 10    | 0     | 0     | 0     | 0        | 0     | 1     | 0        | 0           | .000  | 71    | 13.1     | 16       | 3           | 14       | 2     | 2        | 4        | 1     | 0        | 13    | 11       | 7.43     | 2.25    |
| MLB:2年 | MLB:2年 | 55    | 0     | 0     | 0     | 0        | 5     | 2     | 0        | 0           | .714  | 310   | 65.2     | 71       | 21          | 43       | 5     | 5        | 44       | 3     | 0        | 46    | 43       | 5.89     | 1.73    |

### 背番号
- 37（1995年 - 1996年）
- 48（2019年 - 2020年）
- 84（2021年 - ）